# 個別受注生産
個別受注生産（こべつじゅちゅうせいさん）とは、製造業の製造手法の一つである。製品の受注後に設計し、生産する形態であり、製品の部品在庫がほとんど無いことが特徴である。
受注設計生産（ETO、Engineer to Order）、個別設計生産も、ほぼ同義。その他に受注生産（MTO、Make to Order）、受注組立生産と呼ばれる。
個別受注生産を略して個別生産、個産と呼ぶ場合もある。
個別受注生産の対極にある製造手法として、見込生産（Make to Stock）、大量生産、多品種少量生産がある。

## 概要
個別受注生産を行う製造形態としては、量産前の生産準備工程として、量産するための生産設備（治具、金型）、試作品などを製作している工機と呼ばれる部門や、金型メーカー、試作品メーカー、専用機メーカー、重工業メーカー、プラントメーカーが該当する。また、（一般に製造業には含まれないが）建設業も個別受注生産を行う業態に該当する。
個別受注生産では、受注時の初期の設計どおりに目的の製品ができないため、最終工程近くで補正、補修と言われる工程が発生する。補正、補修は、摺り合わせ技術とも言われているが、分かりやすく言えば、トライアンドエラーを繰り返し、収束させていく製造手法である。
一般に製作物供給契約は売買契約と請負契約の混合契約であると解されるが、個別受注生産の場合、その契約は請負の性質が強いものとなる。以下の契約形態の場合印紙税法上の請負契約とされる。
- 注文者の指示に基づき一定の仕様又は規格等に従い、製作者の労務により工作物を建設することを内容とするもの
- 製作者の材料を用いて注文者の設計又は指示した規格等に従い一定物品を製作することを内容とするもの

## 問題点
個別受注生産では、受注前後や製作の途中で、仕様の変更、製作方法の改善による見直し、製造の不具合などにより作業の変更が発生する。特に、製造期間が半年や1年といった重工業メーカーのプラント設備では、研究開発部門や設計部門において、日々、改善やコストダウンのために、仕様変更・設計変更が行われる。これにより、製作途中で、作業手順の変更や工数の変更が頻繁に発生する。また、量産品の生産準備工程として、量産するための生産ライン、生産設備、治具、金型などを製作している工機部門では、量産部門からの補修品が飛込みオーダーとして入ってくることがある。量産部門の生産を止めるわけにはいかないため、工機部門ではこれらの特急オーダに大至急対応する必要がある。このような事象により、製造現場は常に混沌とした状態に置かれていることが多い。
また、個別受注生産では、受注時にすべての仕様が決定するわけではないので、受注した後に仕様承認や図面の客先承認といった作業が発生するため、納期に多大な影響を及ぼす原因となっている。

## 受注生産との違い
個別受注生産と受注生産の違いは、個別受注生産は、受注後に開発、設計を行い生産を行うが、受注生産は、受注前は開発、設計を伴うが、生産時には開発、設計を伴わない場合がある。受注生産では、取引先から指定される設計図面やCADデータなどを元に生産を行い、個別受注生産では、取引先からの製品仕様を元に、開発、設計を伴いながら生産を行う。

## 個別受注生産の生産管理の問題点
ここで取り上げる個別受注生産の生産管理は、取引先からの製品仕様を元に、開発、設計を伴いながら生産を行う。広義の受注生産は、例えばiPhoneの部品を生産する工場は、Appleからの製品仕様を元に、開発、設計を伴いながら受注をするため、受注生産であるが、受注後の生産は、大量生産（繰り返し生産）となる。個別受注生産の生産管理は、受注後も開発、設計を行いながら生産を行うことが特徴である。広義の生産管理は、見込生産（Make To Stock）、大量生産を前提にしている場合が多く、適切な個別受注生産の生産管理の手法が一般化していないのが現状である。個別受注生産では、受注後に開発、設計を伴うため、生産管理の基本であるBOM (部品表)が事前に準備できない。
BOM (部品表)の重要な要素である、工程管理を行うためのBOP (製造)（Bill of Process）のようなプロセスフローや工程計画も事前に準備出来ない場合があり、生産管理全般を難しくしている。一般的なBOM (部品表)ではBOP（Bill of Process）として、部品毎のプロセスを定義する事ができるが、部品間のプロセスに依存関係を持つことは出来ない。量産を前提にしない個別受注生産では、全体のプロセスフローに部品を跨がった分岐、合流が発生するため、資材所要量計画（しざいしょようりょうけいかく）を前提にしたストラクチャー型のBOM (部品表)で表現できない場合があり、一般的な生産管理システムの適用を難しくしている。

## システム例
現在、業務はコンピュータ化が進められ、個別受注生産に特化した主なシステムとして以下のものがある。
- DIRECTOR6　https://director-scheduler.jp/
- rBOM　https://www.daikodenshi.jp/daiko-plus/production-control-rbom/
- EXPLANNER/J　https://jpn.nec.com/soft/explanner/explanner-j/
- Biz∫SCAW製番管理システム　https://www.biz-integral.com/solution/scaw-seiban/

## 参考資料
- 伊藤  昭仁『プラントエンジニア　個別受注設計生産の工程管理を見える化しモノの流れをつくる』2012 第44巻　第7号 公益社団法人日本プラントメンテナンス協会
- 伊藤  昭仁『月間自動認識　個別受注設計生産における見える化のしくみ』2007 第20巻　第5号 日本工業出版